# Józef Tracz
Józef Bronisław Tracz (Żary, 1º settembre 1964) è un ex lottatore polacco, specializzato nella lotta greco-romana.

## Palmarès

### Olimpiadi
- 3 medaglie:
  - 1 argento (Barcellona 1992 nei pesi welter)
  - 2 bronzi (Seul 1988 nei pesi welter; Atlanta 1996 nei pesi welter)

### Mondiali
- 3 medaglie:
  - 3 argenti (Clermont-Ferrand 1987 nei pesi welter; Stoccolma 1993 nei pesi welter; Tampere 1994 nei pesi welter)